# 橘ノ圓都
初代橘ノ 圓都（たちばなの えんと、本名：池田 豊次郎、1883年3月3日 - 1972年8月20日）は、上方落語の落語家（上方噺家）。出囃子は『薮入り』。現在の兵庫県神戸市兵庫区永沢町出身。

## 経歴
神戸で代々続いた大工の家に生まれる。妹3人との4人兄妹だった。父は芸事好きで、母も柳原（花街）の検番で指導を施す腕だった。高等小学校に進んだが、父の仕事が不振になったため、2年の途中で中退して丁稚奉公に出た。理不尽なことを嫌って勤め先は転々と変わった。そのころ、父も大工に見切りを付けてマッチの製造に転業したため、圓都もそこで働くことになった。この時期に圓都兄妹は、両親から三味線や浄瑠璃を習わされた。このときの浄瑠璃の素養が後の話芸に生きたと後年述べている。職場にいた女性と結婚して家を出るも、肺病で死別した。その後2人の女性と相次いで所帯を持ったが、いずれも短期間で別れている。徴兵検査を受けたころは日露戦争中だったが、背中にできものができていたため丙種と判定されて兵役を免れる。
1905年にすさんだ生活に区切りを付けるべく上京したものの仕事がなく、最後はテキ屋になった後、神戸に戻った。おばの家に居候してマッチ職人をしていたところ、おばから素人噺を紹介されて「わたいもやれる」と『鉄砲勇助』を演じて賞賛され、座長に推される。参加した座は「橘連」という名称で、「橘円助」を名乗った。一方、これにより生家を勘当される。1905年、大阪に出向き初代桂春団治の世話で2代目桂文團治に入門、桂團壽（団寿）を名乗る。無給だったため、煙管の竹を作る問屋で内職をした。同年夏に初舞台を踏んだが、前座修行の厳しさに耐え切れず、堺の天神席でヘタリ（出囃子を担当すること）をしたり、旅廻りになったりする。圓都自身の回想では、兄弟子の團三郎（のちの3代目橘家圓三郎）とともに脱走して、大阪で江戸落語を演じていた三遊亭圓子（えんこ）の一座に加わり、文團治から圓子に「戻さないと付き合わない」と手紙が来たためいったん神戸の実家に戻ったが、迎えに来た兄弟子に弟子入りの証書を返す。その後九州にいた團三郎から座員を連れて門司に来てほしいとの手紙を受け取り、10人ほどの座員と九州を巡業した。1909年（26歳）まで巡業は順調だったが、大村で住民がみなクジラ漁の見物に出て客が入らず、金策に困って座を解散し、苦労の末に別府の座敷で金を作って神戸に帰還した。
1911年もしくは1912年に神戸に戻り、橘家圓三郎（桂團三郎より改名）の世話で初代橘ノ圓（圓三郎の師匠となっていた）に再入門し、橘家圓歌を名乗る。自身の回想では、江戸仕込みの話術に加えて踊りも評判の師匠の後に出るとさんざんな野次を浴び、「もうやめたい」と漏らして圓に「ここが辛抱やないか」と言われたという。神戸の寄席では分裂をめぐってヤクザも絡む騒動が起き、それをうまく納めたものの再び統合することになって、騒動で助けてもらった初代柳亭市馬（当時神戸にいた）などを切って自分を残すという話に納得がいかずに一度職人に戻ったが、ほどなく前のヤクザとの約束により復帰した。
1917年、東京に来演の折初代三遊亭圓歌とまぎらわしいという理由で、「7代目橘ノ圓都」を名乗った。自身の回想では、この襲名は東京の興行でともに高座に上がった2代目談洲楼燕枝が三遊亭圓歌のいるところに圓都を呼び寄せて改名を依頼し、同席した圓が「圓都」の名前を付けたという。もともと「橘ノ」の亭号は三遊亭（三遊派）の傍流であり、三遊亭圓都が6代目まで存在したことにより、当初は7代目圓都として神戸の千代之座で襲名披露した。襲名後は四角い顔から「聚楽館（神戸にあった劇場で四角い建物だった）」「ゲタ」といったあだ名を付けられる。神戸では初代桂春輔や橘ノ圓天坊と並ぶ人気落語家だった。この時期には2代目桂三木助や3代目三遊亭圓馬から稽古を付けられた。
三友派が花月派（吉本興業）に吸収され、漫才が台頭する中で他の落語家や後援者と相談の上、1929年1月に神戸の湊川神社近くに「楠公正門演芸場」を旗揚げして興行を打つ。しかし給料を横領していた落語家がいたことで内紛が発生、旧知の神戸の興行主に劇場を売却して出演は続けたものの、赤字がかさんで解散となった。1929年夏、妻（神戸に戻ってから連れ添った女性と別れた後に結婚した柳原芸者）を癌で失う。看病に通った病院の看護師（13歳年下）から求愛されて同年末に結婚した。
1930年に長女が生まれると「噺家の子は良い学校に入れない」という理由で廃業する。自身の回想では、寄席が解散しそうになって高座を下りることを考えていたころに長女が誕生し、子どもの進学先を案じたのは妻であったという。落語家を廃業した後は後援者の勧めで割り箸の製造業を興し、話術を用いて販路拡大に成功する。しかし日中戦争で木材が逼迫したうえ、家庭では5人の子どもを抱えることになり、柳原の花街で調理の仕事もした。一方、5代目笑福亭松鶴の勧めで「楽語荘」同人に加わり、それを機に復帰する。なお、圓都自身は『心の自叙伝』の回想で楽語荘への参加には全く触れていない。戦中は時に慰問のための出張公演に加わり、1945年5月27日に姫路市の陸軍兵庫療養所の演芸大会に（漫才師などとともに）参加して『ふたなり』を演じた。このとき入院患者に後の3代目桂米朝がおり、米朝が圓都に声を掛けて話し合ったことが、圓都の回想と米朝の「病床日記」に記されている。米朝は後年、ラジオの『米朝よもやま噺』でもそのことを語った。それに先立つ同年3月17日の神戸大空襲では町内の防衛副部長をしていたためすぐに避難できず、燃えさかる街を通り抜けて神戸市立第一神港商業学校で家族と再会したときの感激は戦後24年経っても記憶に残っていたという。
敗戦後は神戸市電尻池工場での大工仕事、次いで木工場で働いた。1947年頃、指物大工をしていた圓都を再び舞台に復帰させようと、2代目桂春団治と夫人の河本寿栄が、灘の六甲道にあった圓都の家を訪ねた。圓都いわく「高座着だけは取ってあるし、復帰もしたいが、入れ歯がガタガタでしゃべりができない」とのことで、夫人の寿栄が側にあったにかわを見つけ冗談で「それで入れ歯をくっつけはったら」と言った。圓都は大笑いしたが、後で和紙をにかわに浸してやってみると、うまく入れ歯がくっつき、高座への復帰がかなったという。圓都自身の回想では、木工場にいるときに偶然横山エンタツの弟子夫婦に出会ったことで、芸界への復帰を世話されたとしている。
大正期からSPレコードに録音をおこない、戦後も多くの録音が残されている。
数え90歳まで高座に上がった。最後の舞台は1972年6月2日に京都府立文化芸術会館で行なわれた「橘ノ圓都・桂米朝二人会」（LP化されている）。
1972年8月20日に前立腺がんのため死去。89歳没。東西落語界通して最高齢の噺家であった。
2002年（平成14年）度・第7回上方演芸の殿堂入りを果たした。

## 演目
持ちネタの数は膨大で、特に音曲、それも浄瑠璃関係の噺が得意であった。自身は2代目桂三木助・6代目林家正楽・3代目桂塩鯛らから演目を受け継いだ。
- 『寝床』
- 『軒付け』
- 『浄瑠璃息子』
- 『猫の忠信』
- 『鰻谷』
- 『鬼門風呂』など

### 新作落語
- 『けつね』

#### 自作
- 『加賀の千代』
- 『鬼門風呂』

## 人物
若い頃は正義感が強く、曲がったことが大嫌いであった。一方、晩年に接した3代目桂米朝によると「片意地な人」という定評があり、6代目笑福亭松鶴は「わざと逆の話をするんや」と言って「こんなことはしはりませんやろな」と口を向けると乗ってきたという。
落語への情熱は衰えず、特に若手には上方・東京を問わず熱心に指導した。ただし「ちかごろの若いモンはあきまへん。なんせテープレコーダーちゅうもん持ってきて稽古つけてくれ言いよんねんさかい。」と、きちんと昔ながらの稽古を尊重した。NHKで録音した帰り、ディレクターがお礼にタクシー代を渡そうとしたら、それを謝辞し、「わたいは、いつも市電で帰りますねん。その方が乗ってる客を観察できまっさかいにな。勉強になりま。」と答えた。3代目桂米朝には『夏の医者』『宿屋仇』『三枚起請』『ふたなり』『胴乱の幸助』『軒付け』など、2代目桂枝雀には『日和違い』『あくびの稽古』など、桂三枝に『羽織』『大安売り』、2代目桂歌之助には『寝床』、3代目笑福亭仁鶴には『戒名書き』のネタを伝え、他にも3代目林家染丸、3代目桂文我や、あるいは2代目桂小南、6代目三遊亭圓生らの東京の落語家にも多くの稽古を付けた。
浄瑠璃を語るのが好きで、3代目桂米朝によると稽古の後も酒をふるまいながら延々と語ったため、米朝は（浄瑠璃の稽古に来たわけではないので）その前に辞去することを考えていたという。また若い頃端席で『めくらの提灯』の地歌の『鶴の声』を口三味線で披露したところ客席に目の不自由な検校が本当の三味線の音と間違えて絶賛したという。
経歴節に記したとおり、生涯に6人の女性と所帯を持っている。

## 弟子
- 橘家圓三 - 圓都没後3代目桂米朝の預かり弟子となる
- 喜多みちお

### 廃業
- 橘家圓之助

## 三遊亭圓都
- 三遊亭圓都 - 後の5代目三遊亭圓窓。
- 三遊亭圓都 - 本項にて記述。

三遊亭 圓都（さんゆうてい えんと）は、落語家。
初代三遊亭遊輔の門下。名古屋で活動。この圓都の一座に後の8代目桂文楽が「三遊亭小圓都」の名前で所属していたことがある。最近の調査で3代目柳家小さんの門下の柳家燕花（松本金太郎）は同一人物という可能性があるという。通称「名古屋の圓都」。